# Liste d'opposants à l'esclavage
 (novembre 2023).
La mise en forme du texte ne suit pas les recommandations de Wikipédia : il faut le « wikifier ».
Les points d'amélioration suivants sont les cas les plus fréquents. Le détail des points à revoir est peut-être précisé sur la page de discussion.
- Les titres sont pré-formatés par le logiciel. Ils ne sont ni en capitales, ni en gras.
- Le texte ne doit pas être écrit en capitales (les noms de famille non plus), ni en gras, ni en italique, ni en « petit »…
- Le gras n'est utilisé que pour surligner le titre de l'article dans l'introduction, une seule fois.
- L'italique est rarement utilisé : mots en langue étrangère, titres d'œuvres, noms de bateaux, etc.
- Les citations ne sont pas en italique mais en corps de texte normal. Elles sont entourées par des guillemets français : « et ».
- Les listes à puces sont à éviter, des paragraphes rédigés étant largement préférés. Les tableaux sont à réserver à la présentation de données structurées (résultats, etc.).
- Les appels de note de bas de page (petits chiffres en exposant, introduits par l'outil «  Source ») sont à placer entre la fin de phrase et le point final[comme ça].
- Les liens internes (vers d'autres articles de Wikipédia) sont à choisir avec parcimonie. Créez des liens vers des articles approfondissant le sujet. Les termes génériques sans rapport avec le sujet sont à éviter, ainsi que les répétitions de liens vers un même terme.
- Les liens externes sont à placer uniquement dans une section « Liens externes », à la fin de l'article. Ces liens sont à choisir avec parcimonie suivant les règles définies. Si un lien sert de source à l'article, son insertion dans le texte est à faire par les notes de bas de page.
- La présentation des références doit suivre les conventions bibliographiques. Il est recommandé d'utiliser les modèles {{Ouvrage}}, {{Chapitre}}, {{Article}}, {{Lien web}} et/ou {{Bibliographie}}. Le mode d'édition visuel peut mettre en forme automatiquement les références.
- Insérer une infobox (cadre d'informations à droite) n'est pas obligatoire pour parachever la mise en page.

Pour une aide détaillée, merci de consulter Aide:Wikification.
Si vous pensez que ces points ont été résolus, vous pouvez retirer ce bandeau et améliorer la mise en forme d'un autre article.

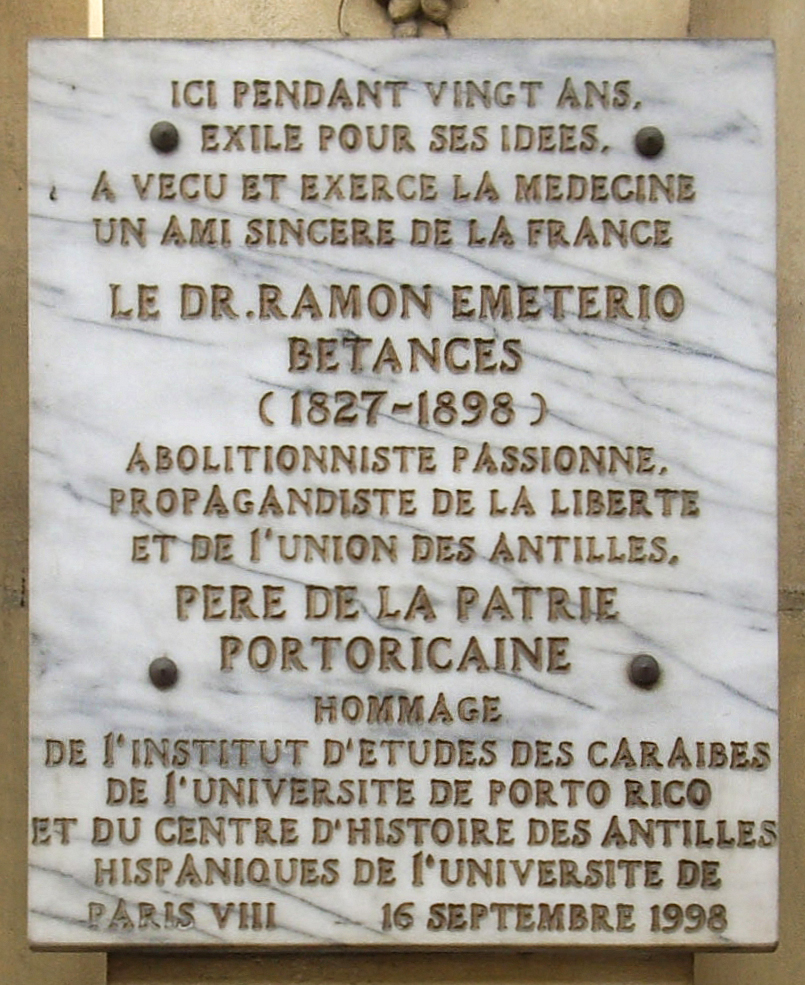
Plaque Ramón Emeterio Betances, 6 bis rue de Châteaudun, Paris IXe

Cette liste recense les principales personnalités engagées dans la lutte contre l'esclavage et la traite des Noirs. Cette liste cite sans les différencier les noms d'antiesclavagistes et d'abolitionnistes. 

## Afrique

### Mali
- Soundiata Keïta : Empereur du Mali (1190-1255), promulgue en 1222 la charte du Manden dont l'un des principes est l'abolition de l'esclavage.

### Mauritanie
- Lemine Ould Dadde (1967-) : ancien Commissaire aux droits de l'homme du Conseil de l'Europe (2008-2010) et anti-esclavagiste, il a contribué au règlement du passif humanitaire et élaboré un programme d’éradication des séquelles de l’esclavage.
- Boubacar Ould Messaoud (1945-) : président de SOS Esclaves.
- Biram Dah Abeid (1965-) : fondateur de l'Initiative pour la résurgence du mouvement abolitionniste.

## Amérique

### Brésil
- Pierre II, empereur du Brésil

### États-Unis
- Benjamin Lay (1682-1759) : quaker, ami de Benjamin Franklin.
- Antoine Bénézet ou Anthony Benezet (1713-1784) : Enseignant, philanthrope, quaker d'origine français
- John Woolman (1720-1772) : Prédicateur quaker nord-américain
- Samuel Cornish (1790-1859) : Journaliste, abolitionniste afro-américain

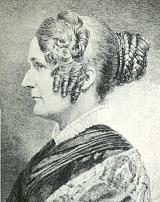
Marie Weston Chapman.

- Charles Grandison Finney (1792-1875)
- Theodore S. Wright (1797-1847) : Pasteur abolitionniste afro-américain.
- Levi Coffin (1798-1877) : fermier et homme d'affaires quaker, "président" (informel) du chemin de fer clandestin
- Lydia Maria Child (1802-1880) : abolitionniste américaine
- Catherine White Coffin (1803-1881) : abolitionniste impliquée dans le chemin de fer clandestin
- William Lloyd Garrison (1805-1879) : Chef de file du mouvement abolitionniste. Il proposa, dès 1831, dans son journal The Liberator une abolition immédiate de l'esclavage
- Marie Weston Chapman (24 juillet, 1806 - 1885) : Abolitionniste américaine
- John Greenleaf Whittier (1807-1892) : Poète quaker
- Frederick Douglass (ca1818-1895) : Né esclave, il sera le plus célèbre abolitionniste américain du XIXe siècle
- Harriet Tubman (1820-1913) : Esclave évadée, abolitionniste afro-américaine, organisatrice et participante active d'un réseau d'évasion vers le Nord, espionne nordiste
- William Cullen Bryant (1794-1879)
- John Brown (1800-1859) : Abolitionniste américain, il sera pendu pour avoir organisé le raid à Harper's Ferry en Virginie pour permettre une insurrection des esclaves. La chanson John Brown's Body (titre original de The Battle Hymn of the Republic) devint un hymne nordiste durant la guerre de Sécession
- Thaddeus Hyatt (1816-1901) : Abolitionniste et industriel américain, il soutiendra l'action de John Brown au Kansas

## Europe

### Belgique
- Comte Hippolyte d'Ursel (1850-1937), fondateur et secrétaire de la Société antiesclavagiste de Belgique, auteur de nombreux articles qui témoignent de sa connaissance du Congo et de l'Afrique.
- Capitaine Alphonse Jacques de Dixmude (1858-1928), chef des expéditions antiesclavagistes au Congo en 1891-1894. Revenu en Belgique en 1894, il jouera un rôle important lors de la Première Guerre mondiale, en tant que général-major et arrêtera les troupes allemandes devant Dixmude. Il sera anobli avec le titre de baron par le roi Albert I en 1919.
- Francis Dhanis (1862-1909), officier qui remporta de nombreuses victoires sur les esclavagistes au Congo. À son retour en Belgique, fin 1894, il fut anobli avec le titre de baron par le roi Léopold II.
- Édouard Descamps (1847-1933), professeur à l'Université catholique de Louvain, secrétaire de la Société antiesclavagiste et rédacteur de la revue de la Société, déploya une grande activité pour la colonie, contre l'esclavage et pour l'évangélisation. Il fut anobli en 1892 et reçut le titre de baron en 1904.
- Camille Jacmart (1821-1894), lieutenant-général, membre de la Chambre des représentants, fut le premier président de la Société antiesclavagiste belge.
- Édouard de Liedekerke (1831-1913) fut trésorier de la Société antiesclavagiste belge.

### Espagne
- Bartolomé de las Casas, (1474–1566)
- Diego de Avendaño, (1594 à Ségovie - 1698)
- Francisco de Jaca (1645-1690), Missionnaire capucin au Venezuela, auteur de Resolucion sobre la libertad de los negros y sus orioginarios, persécuté et emprisonné en raison de son combat.

### France
- Louis X (1289-1316) : roi de France, auteur de l'édit du 3 juillet 1315 interdisant le servage sur le sol de France.
- Jean Bodin (1529-1596)
- Étienne de La Boétie (1530-1563)
- Pierre Claver (1580-1654) : jésuite catalan, missionnaire en Amérique du Sud auprès des esclaves africains, il est surnommé « l'esclave des esclaves » pour avoir consacré sa vie à la lutte contre l'esclavage ; il est béatifié puis canonisé au XIXe siècle ; on le commémore le 9 septembre.
- Michel de Montaigne (1533-1592)
- Guillaume Ier de Lamoignon, (20 octobre 1617 - 10 décembre 1677)
- Pierre Moreau (1620-1660) : protestant de Paray-le-Monial, qui publia en 1651, à la suite d'un voyage au Brésil en qualité de secrétaire de l'un de ses gouverneurs hollandais l'« Histoire des derniers troubles du Brésil ». Il y fustige la colonisation, y décrit les conditions de vie et de travail des esclaves et condamne l'esclavage comme une "détestable servitude". À Amsterdam, son ouvrage fut traduit en hollandais par l'éditeur et le traducteur de Spinoza.
- Épiphane Dunod dit Épiphane de Moirans (1644-1689) : religieux capucin qui milita contre la traite des noirs et auteur de La liberté des esclaves ou défense juridique de la liberté naturelle des esclaves. Il fut plusieurs fois emprisonné pour avoir défendu cette cause.

- Jean-Jacques Rousseau (1712-1778)
- Voltaire (1694-1778)
- Louis de Jaucourt (1704-1780)
- Guillaume-Thomas Raynal (1713-1796)
- Étienne Clavière (1735-1793)

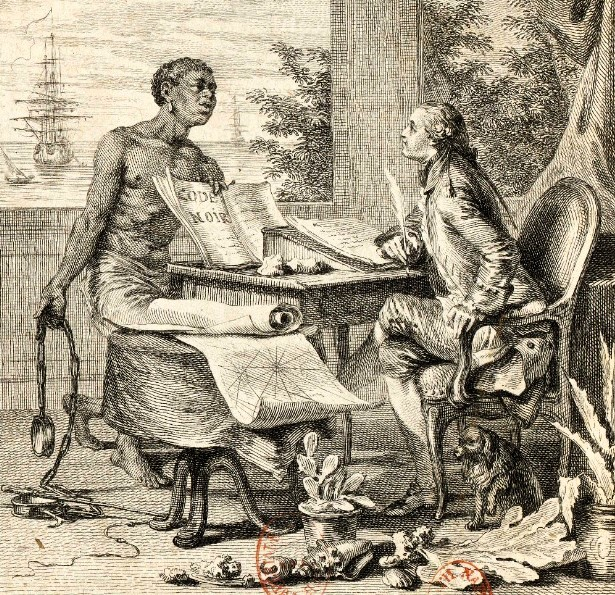
Bernardin de Saint-Pierre - Voyage à l'Isle de France, 1773.

- Bernardin de Saint-Pierre - Voyage à l'Isle de France, 1773.Jacques-Henri Bernardin de Saint-Pierre (1737-1814), écrivain auteur notamment de Paul et Virginie et de Empsael et Zoraïde[1].
- Jean de Pechméja (1741-1785)
- Nicolas de Condorcet (1743-1794)

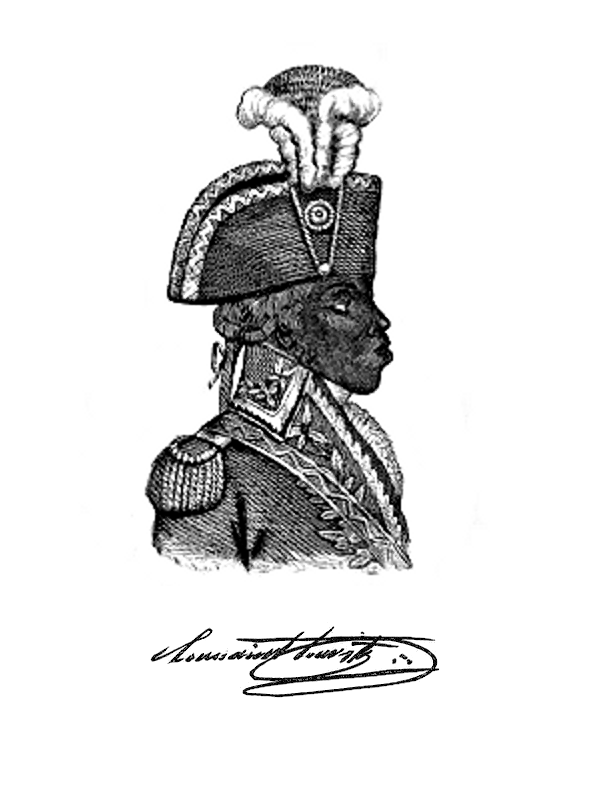
Portrait et signature de Toussaint Louverture, chef de la révolution haïtienne, 1863.

- Portrait et signature de Toussaint Louverture, chef de la révolution haïtienne, 1863.Toussaint Louverture (1743-1803), esclave devenu le chef de l'insurrection haïtienne.
- Julien Raimond (1744-1801)
- André-Daniel Laffon de Ladebat (1746-1829) : Homme politique et philanthrope bordelais, lui-même fils d'un armateur négrier, il prononce en 1788 son célèbre Discours sur la nécessité et les moyens de détruire l'esclavage dans les colonies qui sera publié et lu plus tard en séance à l'Assemblée législative[2] et soumet son projet de Déclaration des droits de l'homme.
- Olympe de Gouges (1748-1793)
- Henri Grégoire dit l'Abbé Grégoire (1750-1831)[3] : ecclésiastique et homme politique, il a consacré une partie de sa vie à « briser les fers des esclaves ». Il se rallie aux Tiers état et est l'un des représentants de l'extrême gauche, à l'Assemblée nationale constituante de 1789, où il réclame non seulement l'abolition des privilèges et de l'esclavage mais prône aussi le suffrage universel.
- Nicolas Bergasse (1750-1832)
- Zalkind Hourwitz (1751–1812) : émigré juif polonais durant la Révolution française, il a défendu les esclaves noirs et les Indiens d'Amérique[4].
- Jacques Pierre Brissot (1754-1793)
- Marquis de La Fayette (1757-1834)

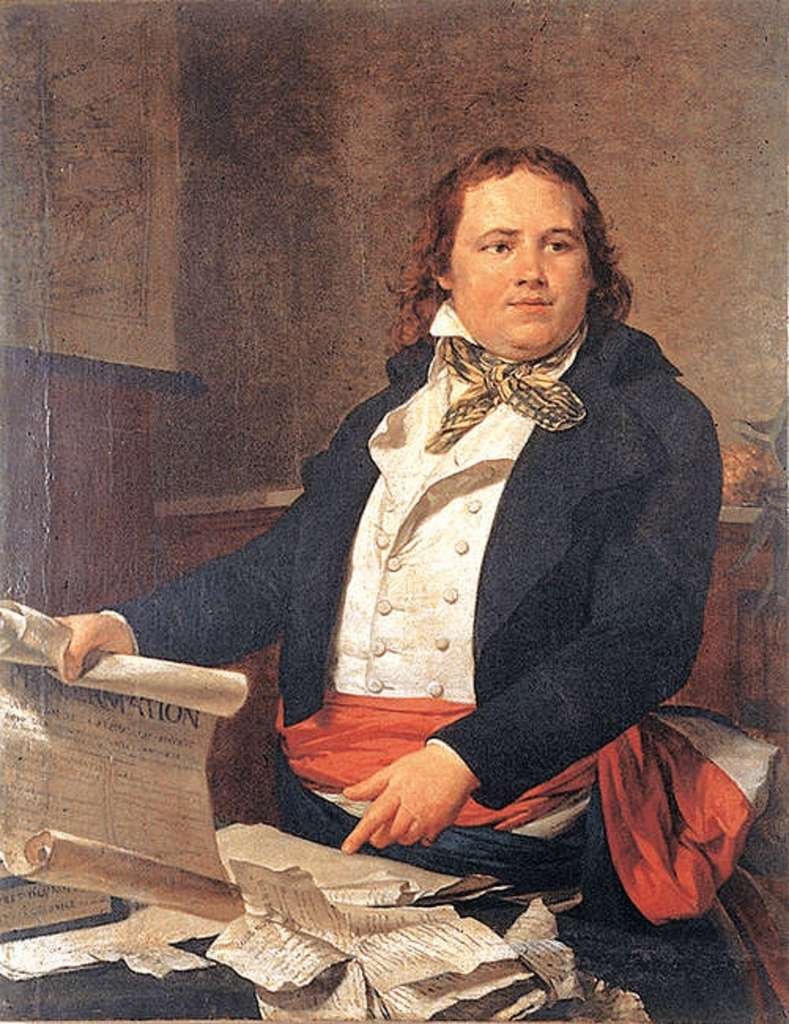
Léger-Félicité Sonthonax.

- Maximilien de Robespierre (1758-1794) : il s'est opposé à l'esclavage ainsi qu'à la traite négrière dès 1791. Il s'opposa seul à gauche à la constitutionnalisation de l'esclavage. En 1794, il est un des acteurs de l'abolition de l'esclavage car il a signé au moins deux ordres d'application de l'abolition au comité de salut public[5].
- Léger-Félicité Sonthonax (1763-1813) : il fut le premier abolitionniste français de l'histoire en décrétant l’abolition générale aux esclaves de la province du Nord de Saint-Domingue, avant même que la Convention ne décide à Paris l'abolition de l'esclavage dans toutes les colonies le 4 février 1794.
- Louis Delgrès (1766-1802)
- Joseph Ignace (1769-1802)
- Solitude (vers 1772-1802)
- Joseph-Elzéar Morénas (1776-1830) : botaniste, orientaliste par passion, il fut anti-esclavagiste par conviction.
- Anne-Marie Javouhey (1779-1851)
- Benjamin-Sigismond Frossard (1784-1830)
- Alphonse de Lamartine (1790-1869)[3] : poète, romancier, politicien révolutionnaire de 1848, député, sénateur. Il s'engage dans le combat pour l'abolition de la peine de mort ou dans des projets relatifs à l'assistance. Il est également l'un des protagonistes de l'abolition de l'esclavage.
- Théodore Géricault (1791-1828)

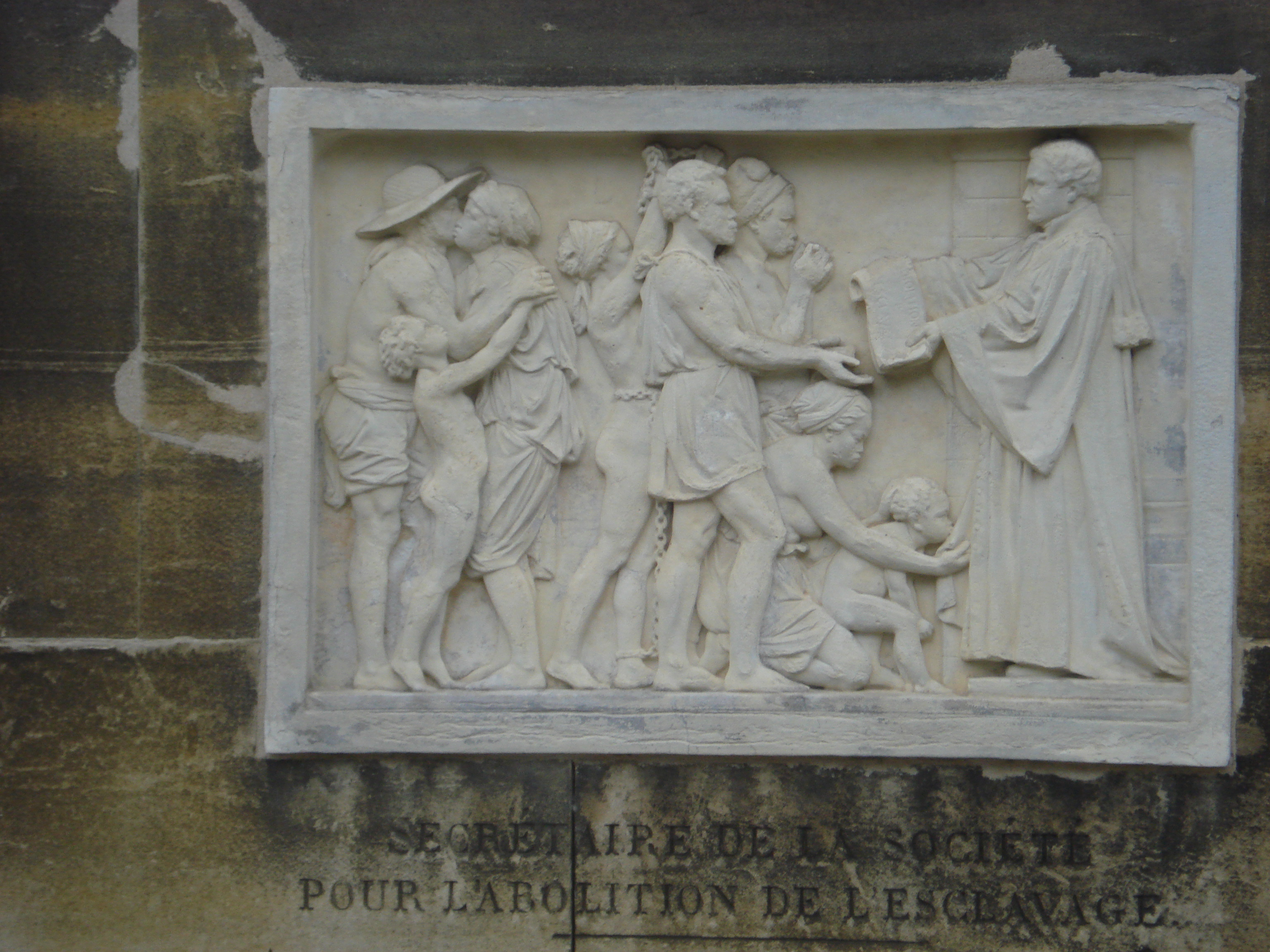
Bas-relief sur la tombe de F.-A. Isambert, Cimetière Montmartre, 11e division, Paris.

- François-André Isambert (1792-1857) : avocat, magistrat, député, il est un des cofondateurs de la Société française pour l'abolition de l'esclavage dont il fut le secrétaire de 1834 à 1846. Un des hommes les plus engagés dans la lutte pour l'abolition de l'esclavage dans les colonies françaises sous la Monarchie de Juillet.
- Édouard Corbière (1793-1875) : marin, journaliste et écrivain. Considéré comme le père du roman maritime, son œuvre la plus connue est Le négrier[6] (1832), roman qui se présente comme le "Journal de bord" d'un corsaire devenu sur le tard trafiquant d'esclave sur les côtes d'Afrique. Il est également l'auteur en 1823 d'un Précis sur la traite des Noirs[7], commerce qu’il dénonce comme « la plus affreuse violation du droit des gens et le trafic le plus humiliant pour l’espèce humaine ».
- Cyrille Bissette (1795-1858) : homme politique martiniquais, il est le plus grand artisan de la seconde abolition de l'esclavage française et dénonce l'esclavage dès 1823 en Martinique.
- Adolphe Crémieux (1796-1880) : avocat et homme politique[8], ami de l'abbé Grégoire dont il prononce l'éloge funèbre, s'implique à l'Assemblée constituante à travers des discours militants pour l'émancipation[3].
- Sophie Doin (1800-1846) : romancière et essayiste française dont les écrits ont contribué au renouveau de l'abolitionnisme en France au cours des années 1820.

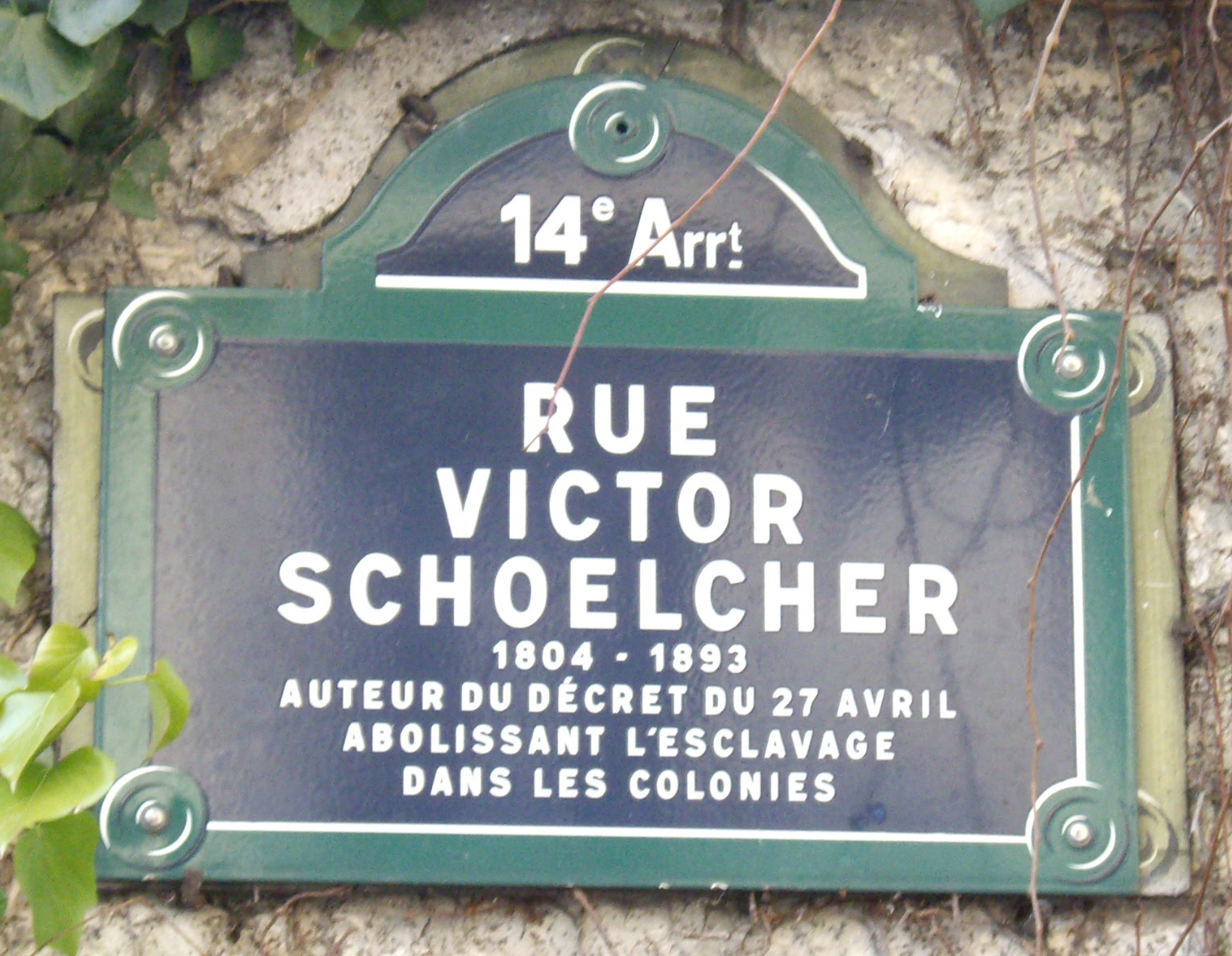
Rue Victor-Schoelcher, Paris XIVe arrond.

- Victor Schœlcher (1804-1893), a consacré sa vie à la défense de la liberté des Noirs et à l'égalité entre tous les citoyens.
- Alexandre Gatine (1805-1864) : avocat parisien, il se consacre, dès 1831, aux causes coloniales. Il publie alors une brochure : « Pétition à la chambre des députés relative au droit dénié aux esclaves de se pourvoir en cassation ». En 1844, il s'illustre dans l'affaire Virginie où il défend une affranchie guadeloupéenne réclamant la liberté de ses enfants selon l'article 47 du Code noir. En 1848, Schœlcher le charge de préparer les projets des décrets relatifs à l'abolition de l'esclavage. Le gouvernement provisoire adopte ses décrets le 27 avril et le désigne comme commissaire général de la Guadeloupe, chargé d'appliquer, sur le terrain, la politique abolitionniste. Il lui faut cinq mois pour mettre en place les structures de l'émancipation ; de retour à Paris, il édite une brochure sur la Guadeloupe. En 1864, quelques mois avant sa mort, Gatine évoque dans un poème intitulé « souvenirs d'un abolitionniste » la révolution de 1848, l'abolition de l'esclavage et son arrivée en Guadeloupe.
- Théodore Antoine Champy (?-1890) : avocat, maire de Pointe-à-Pitre de 1841 à 1851, Théodore Champy proclame le 28 mai 1848, l'abolition de l'esclavage dans sa ville. Dans un vibrant discours, il annonce : « Tous les citoyens sont égaux, ils ne se distinguent plus désormais que par leurs vertus, leur amour de l'ordre et de la tranquillité. Et vous, mes nouveaux concitoyens, qui venez de recevoir le baptême de la liberté et de la civilisation, j'en appelle à vous. Montrez-vous dignes d'un si grand bienfait, Vive la République ! ». Homme dynamique et généreux, il s'était manifesté par son dévouement lors du tremblement de terre qui détruit Pointe-à-Pitre le 8 février 1843. En 1850, au côté de Schœlcher, il prend la défense des accusés de la Gabarre qui avaient été traduits devant les tribunaux par des conservateurs inquiets. Le poste de conseiller général dans le canton de Pointe-à-Pitre, en 1871 sera son dernier mandat politique.
- Auguste-François Perrinon (1812-1861) : né à Saint-Pierre (Martinique) d'une famille de libres de couleur. Envoyé en France, il devient élève de l'École polytechnique et se spécialise dans l'artillerie de Marine. En 1842, il fait partie de la garnison de la Guadeloupe. Il est anti-esclavagiste et en 1847, dans une brochure « Résultats d'expérience sur le travail des esclaves » (île Saint-Martin, Antilles), il s'emploie à démontrer que le travail libre est possible. Un an plus tard, il fait partie de la Commission d'abolition d'esclavage puis est envoyé comme commissaire d'abolition, puis commissaire général à la Martinique (juin-novembre 1848). Avec Schœlcher, dont il est proche, il est député à l'Assemblée nationale législative (1849-1850). Après le Coup d'État du 2 décembre 1851, il regagne les Antilles et va vivre sur la sus-dite île Saint-Martin où il exploite des marais salants. Il refuse de prêter serment à Napoléon III (lettre du 18 avril 1853), ce qui lui vaut d'être rayé des cadres de l'armée. Il meurt à Saint-Martin, le 2 janvier 1861.
- Auguste Lacaussade, (8 février 1815 {Saint-Denis, île Bourbon} - 31 juillet 1897 {Paris}) : poète français, secrétaire de l'écrivain Sainte-Beuve. En 1848, il rejoint le camp des abolitionnistes groupé autour de Schœlcher. Il est inhumé le 2 août 1897 au cimetière du Montparnasse (Paris).

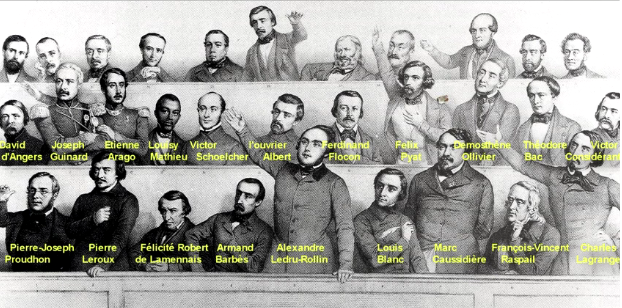
Louisy Mathieu assis près de V. Schœlcher, au milieu des Députés de la gauche démocrate et socialiste, 1849.

- Frédéric-Victor-Charles Chassériau (20 février 1807 à Saint-Domingue - 21 juillet 1881 à Paris) est un conseiller d’État français, historiographe de la marine et partisan de l'abolition de l'esclavage au sein de l'Administration française de la Marine et des Colonies.
- Louisy Mathieu (1817-1874), premier esclave libéré à avoir siégé à l'Assemblée nationale constituante. Né à Basse-Terre, le 2 février 1817, ce tonnelier avait appris à lire par le biais d'une éducation religieuse malgré l'interdiction de ses maîtres. Le gouvernement provisoire de 1848 vote les lois abolitionnistes. La Guadeloupe peut élire au suffrage universel ses représentants à l'Assemblée Constituante. Les progressistes guadeloupéens, conscients de la popularité de Louisy Mathieu, à Pointe-à-Pitre, le proposent comme candidat. Il est présent sur la liste électorale conduite par Perrinon et Schœlcher. À l'issue des votes, Schœlcher, également élu en Martinique, laisse son siège à Louisy, poste qu'il occupera jusqu'au 26 mai 1849. Après le coup d'État de Louis Bonaparte (1851), il abandonne la vie politique, installé au lieu-dit Bas de la Source, il y vécut misérablement.
- Charles Lavigerie (1825-1892) : prêtre, missionnaire en Afrique, il est fondateur des Pères blancs. Il fut nommé archevêque d'Alger, puis Cardinal de l'Église catholique. Il s'engage dans l'anti-esclavagisme, surtout par les voies diplomatiques et internationales pour mettre un terme au trafic des êtres humains. À la suite des congrès de Berlin 1884-5 et de Bruxelles 1889, qui aboutit à la Convention de Bruxelles (1890), il préside au Congrès Libre Antiesclavagiste tenu à Paris en 1890 sous le patronat du pape Léon XIII [9].
- Jules Vallès (1832-1885), lycéen, en 1848 il organise une manifestation à Nantes pour l'abolition « immédiate et sans condition[10] » de l'esclavage[11],[12].
- Charles de Foucauld, (15 septembre 1858 - 1er décembre 1916) : ancien militaire, géographe et religieux français, il s'opposa à la poursuite de l'esclavage dans l'Algérie française.

### Italie
- Paul III, auquel on doit la condamnation de l'esclavage des Indiens.

### Pologne
- Théodore de Korwin Szymanowski (1846-1901), auteur de deux textes : À propos de la Conférence de Berlin (1890) et L'Esclavage Africain (1891).

### Royaume-Uni
- Samuel Johnson (1709-1784)
- Josiah Wedgwood (1730-1795)
- Granville Sharp (1735-1813)

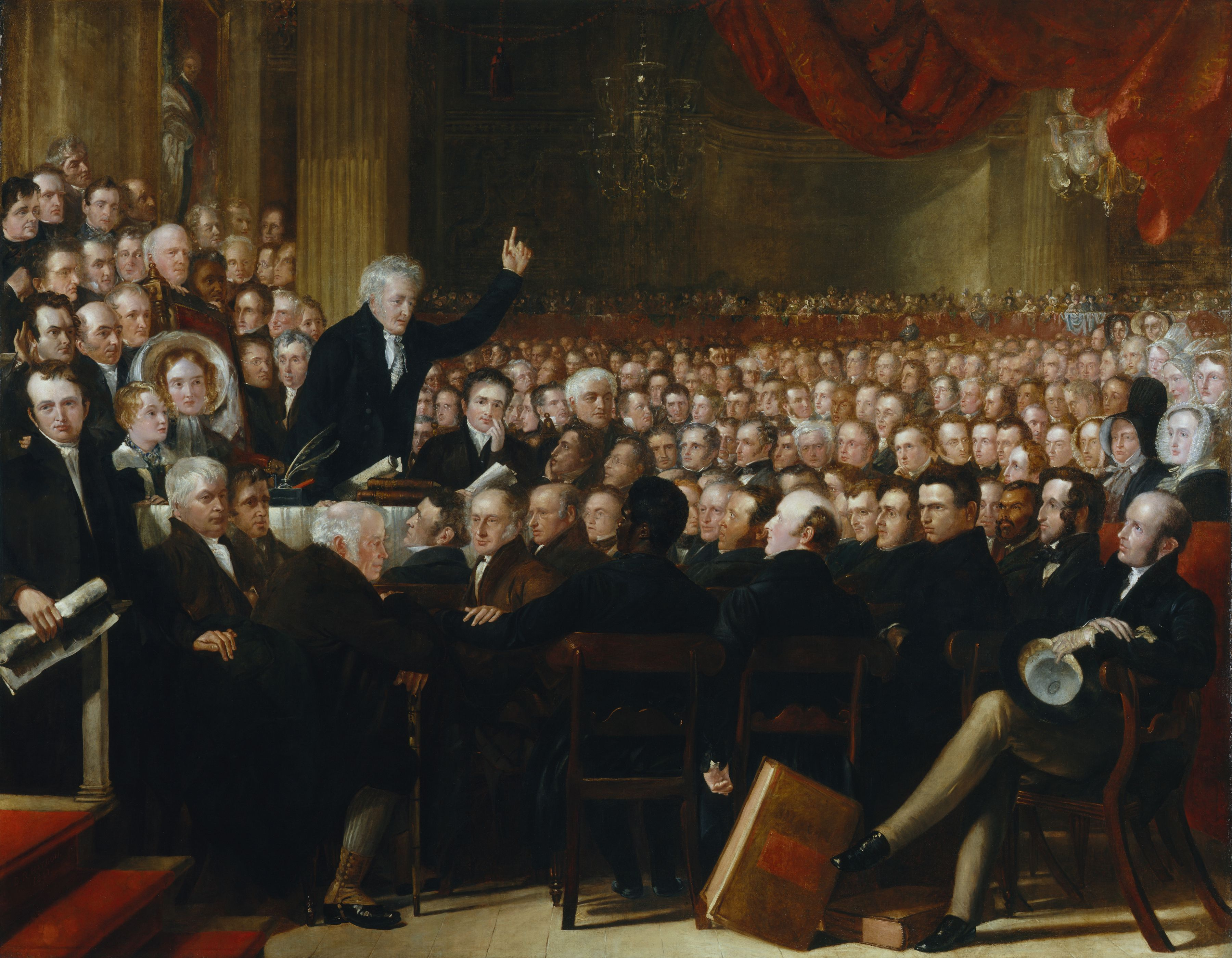
La Convention de la société anti-esclavagiste, 1840 avec les portraits de chaque participants, par Benjamin R. Haydon, 1841

- Thomas Percival (1740-1804), unitarien
- John Coakley Lettsome (1744-1815), quaker
- Olaudah Equiano (1745-1797), d'origine nigériane
- Samuel Hoare (1751-1825), quaker
- Thomas Gisborne (1758-1846), prêtre anglican
- William Wilberforce (1759–1833)
- Thomas Clarkson (1760–1846)
- Zachary Macaulay (1768–1838), Écosse
- Elizabeth Heyrick (1769-1831)
- George Thomson (1804-1878)
- John Langdon-Down (1828-1896), médecin, pionnier de l'éducation des handicapés mentaux ;
- Sir Lloyd William Mathews (en) (1850-1901), officier de la marine britannique et abolitionniste acharné ayant fait la promotion de cette cause auprès des sultans avec lesquels il travaillait, pour aboutir à l'interdiction de la traite des esclaves dans les dominions de Zanzibar en 1890 et à l'abolition de l'esclavage en 1897
- Philip Quaque (1741-1816), missionnaire anglais d'origine fanti

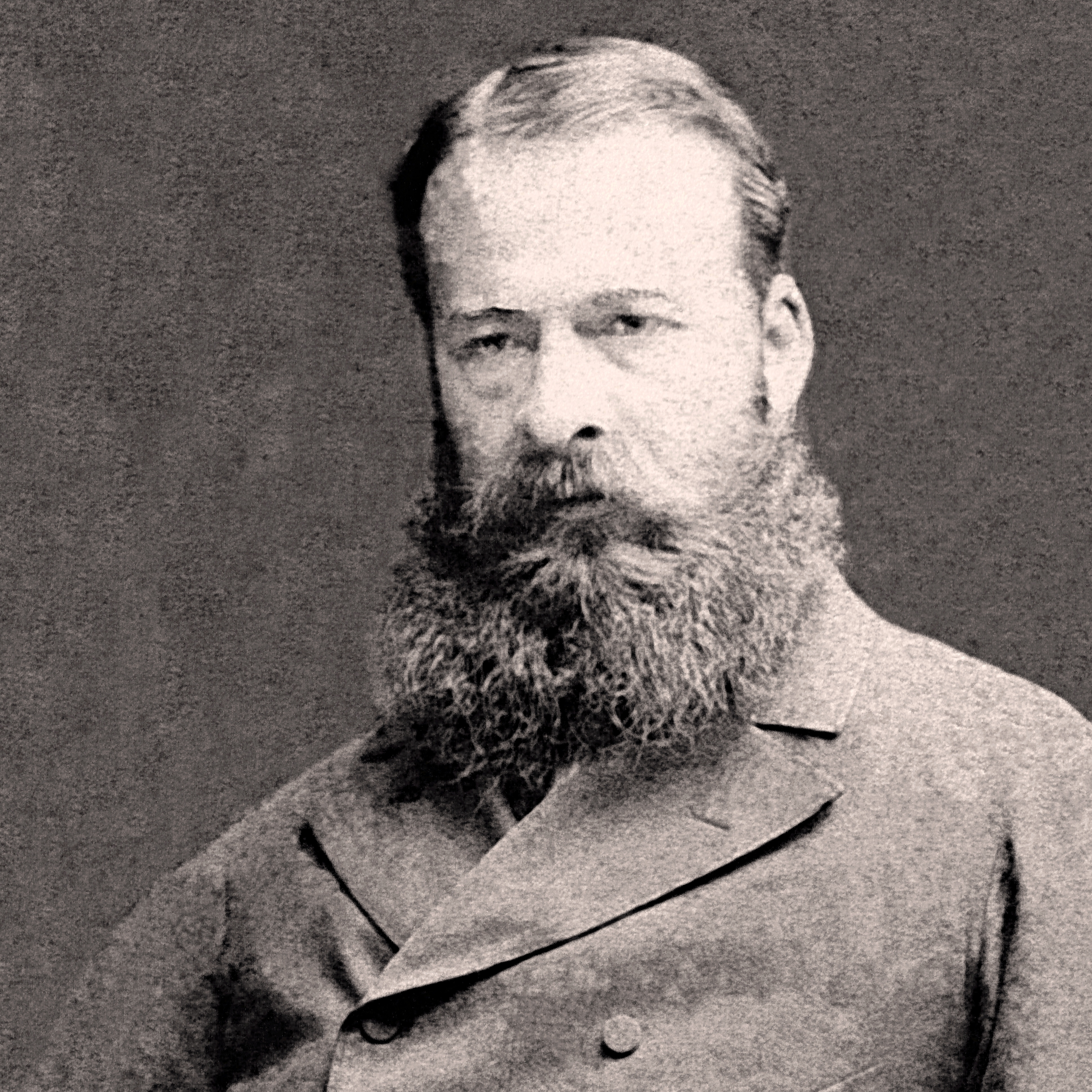
Theodore de Korwin Szymanowski